# Voo Lao Aviation 703
O Voo Lao Aviation 703 foi um voo doméstico regular de passageiros de Vientiane para Xam Neua, no Laos. Em 19 de outubro de 2000, o Harbin Y-12 prefixo RDPL-34130 colidiu com uma montanha a 12 quilômetros do aeroporto devido a um erro do piloto. Pelo menos oito passageiros morreram, incluindo cidadãos da Alemanha, Singapura e África do Sul, enquanto sete passageiros e dois tripulantes sobreviveram, mas ficaram feridos. O acidente foi o quarto acidente fatal envolvendo a companhia aérea nos dez anos anteriores, e o segundo em quatro meses.
A busca pelo local do acidente foi dificultada pela baixa cobertura de nuvens e densa fumaça na área. Um grupo de sobreviventes caminhou do local do acidente até uma vila próxima.